# Christian Maercker

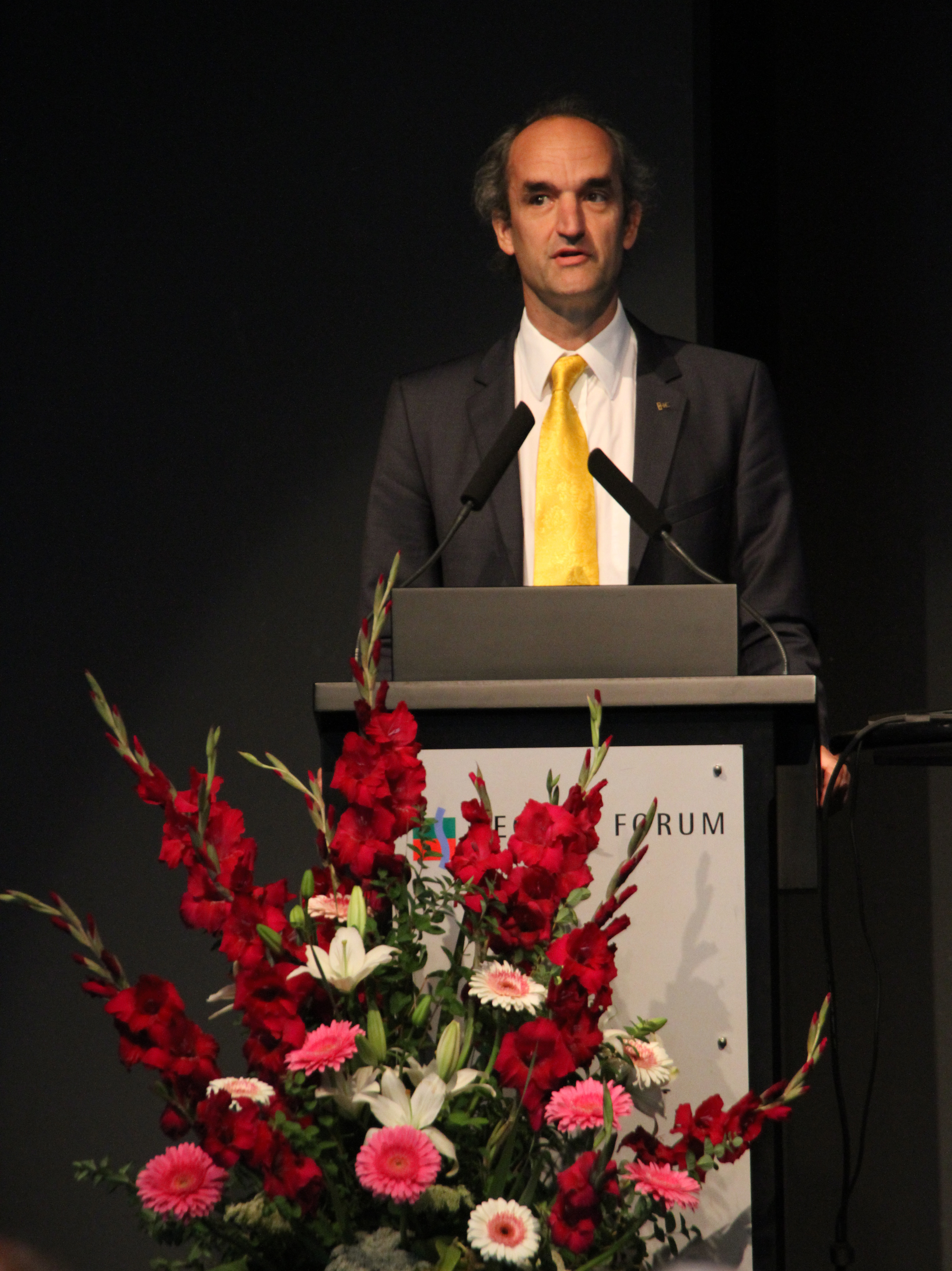
Christian Maercker (2015)

Christian Karl Maercker (* 1. März 1964 in Pasadena, Vereinigte Staaten) ist ein amerikanisch-deutscher Biologe und Hochschullehrer. Von 2013 bis 2019 war er Rektor der Hochschule Esslingen.

## Leben
Christian Maercker wurde in Kalifornien geboren. Er studierte Biologie an der Friedrich-Alexander-Universität Erlangen-Nürnberg und an der Eberhard Karls Universität Tübingen mit dem Abschluss als Diplombiologe. Anschließend promovierte er am Naturwissenschaftlichen und Medizinischen Institut an der Universität Tübingen mit dem Thema Untersuchungen zur Makronukleusdifferenzierung des hypotrichen Ciliaten Stylonychia lemnae zum Dr. rer. nat. Nach seiner Doktorarbeit forschte er an der Universität Wien und an der Universität Witten/Herdecke. Von 2000 bis 2005 war er Leiter der Abteilung Biochips-Entwicklung im Deutschen Ressourcenzentrum für Genomforschung in Heidelberg. Seine Forschungsergebnisse sind in einer Vielzahl von Publikationen veröffentlicht.
2005 kam er als Professor an die Hochschule Mannheim für die Lehrgebiete Molekulare Biotechnologie mit Schwerpunkten in Genomics, Biochip-Technologien und Bioinformatische Anwendungen. Von 2008 bis 2013 war er Prorektor für Forschung, Entwicklung, Techniktransfer und Weiterbildung an der Hochschule Mannheim. In sein Zuständigkeitsgebiet fiel zudem die Internationalisierung.
Im September 2013 übernahm Christian Maercker das Amt als Rektor der Hochschule Esslingen von Bernhard Schwarz. 2019 zog er seine Kandidatur für eine weitere Amtszeit zurück, nachdem ihm seitens der Findungskommission Unzufriedenheit mit seiner Arbeit signalisiert worden war. Seit September 2019 arbeitet er beim Deutschen Krebsforschungszentrum in Heidelberg als Wissenschaftler und Projektmanager.
Christian Maercker ist verheiratet und hat vier Kinder.

## Werke (Auswahl)
- Untersuchungen zur Makronukleusdifferenzierung des hypotrichen Ciliaten Stylonychia lemnae. Universität Tübingen, Dissertation, Tübingen 1993.